# خليل الهبري
خليل الهبري . هو خليل ابن الشيخ توفيق ابن الحاج محمد ابن الحاج علي الهبري النسبة لجده إدريس الأول ابن عبد الله بن الحسن سبط فاطمة الزهراء . هو من رجال السياسة والأعمال اللبنانيين. تبوّأ المناصب النيابية والوزارية كما عُيّن رئيس للوزراء في عهد الرئيس كميل شمعون. كانت له اليد الطولة في تطوير وتحديث خدمات المياه اللبنانية.

## مناصبه الرسمية
- وزير الأشغال العامة : من 14 مارس 1958 حتى 24 سبتمبر 1958 في في حكومة الرئيس سامي الصلح في عهد الرئيس كميل شمعون.[1]
- رئيس مجلس الوزراء اللبناني خلال الحرب الأهلية الأولى سنة 1958 بعهد الرئيس كميل شمعون.[2]
- رئيس مصلحة مياه بيروت من سنة 1952 وحتى سنة 1972.

## وصلات خارجية
- عائلات بيروت
- رؤساء الوزارة في لبنان
- الوزراء السابقون
- الوزراء المتعاقبون على وزارة الاشغال العامة

## إقراء أيضا
- عزيزة الهبري
- توفيق الهبري